# 23198 Norvell
23198 Norvell là một tiểu hành tinh vành đai chính với chu kỳ quỹ đạo là 1756.5998628 ngày (4.81 năm).
Nó được phát hiện ngày 2 tháng 9 năm 2000.